# Ludus (scuola gladiatoria)

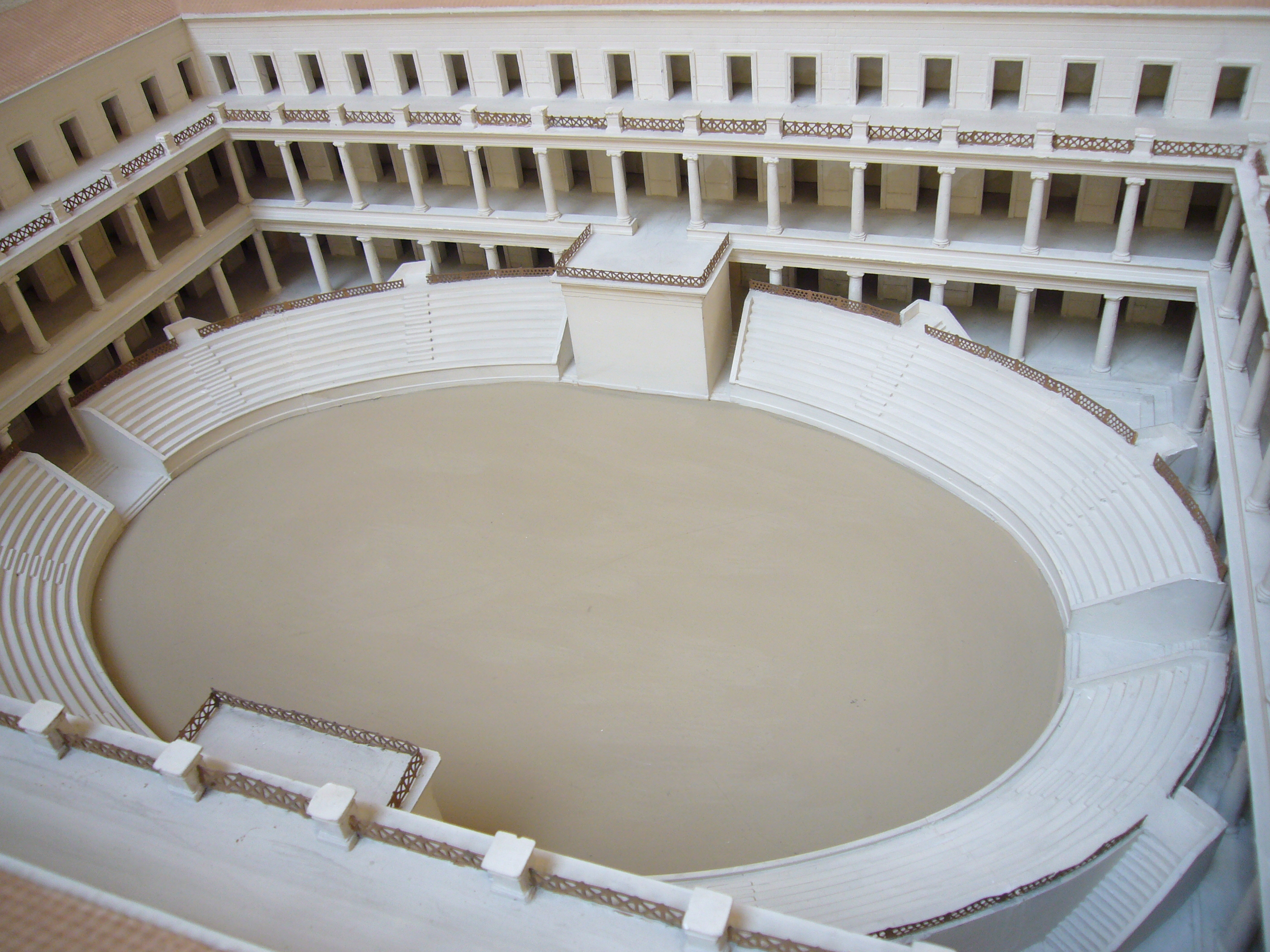
Ricostruzione del Ludus Magnus, la più grande scuola gladiatoria di Roma, ubicato accanto al Colosseo e realizzato per volontà dell'imperatore Domiziano (r. 81–96).

Il Ludus gladiatorius era, nell'Antica Roma, la scuola/caserma, pubblica o privata, presso la quale i gladiatori era addestrati al combattimento corpo a corpo da appositi istruttori (doctores o magistri) sotto la responsabilità di un lanista privato o di un procuratore imperiale. Era un edificio semplice e funzionale, costruito intorno ad un cortile d'addestramento su cui gravitavano celle e locali di servizio (refettorio, infermeria, ecc.) delimitati da portici. Gli esemplari più rimarchevoli, come il Ludus Magnus a Roma, costruito per fornire gladiatori al Colosseo, avevano più piani, una cavea delimitante un piccolo anfiteatro, ed elementi architettonici pregiati quali colonne in travertino, ecc.
Appositi ludii erano destinati ai bestiarii addestrati per i combattimenti contro le fiere nelle Venationes: es. il Ludus Matutinus, ubicato sempre presso il Colosseo.
Sviluppatesi con buona probabilità nel III secolo a.C., quando in Italia in generale e non solo in Roma si affermarono gli spettacoli gladiatorii, i ludii si diffusero parimenti nelle province romane, quasi certamente presso tutti i principali anfiteatri, entro il I secolo a.C. e restarono in uso sino a che il mondo romano smise di richiedere combattenti per l'arena, nel VI secolo.

## Premessa

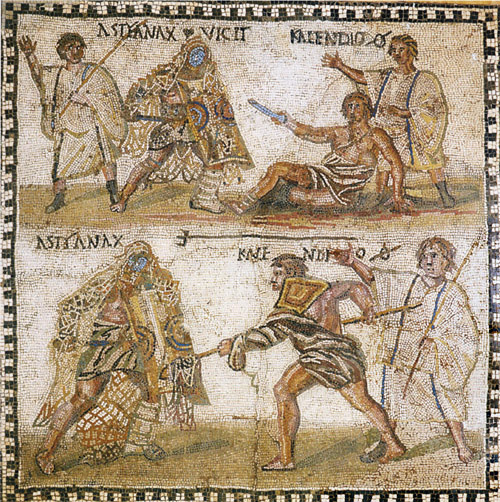
Il retiatirus Kalendio affronta il secutor Astianace, mosaico del IV secolo (Museo archeologico nazionale di Spagna)

L'origine della figura del gladiatore è ricollegata all'istituzione del cosiddetto munus (al plurale munera, da cui il nome degli spettacoli), il dovere/obbligo dovuto dalle famiglie benestanti ai propri defunti, durante le quali uomini armati, alla presenza di un arbitro, si battevano per onorare il defunto. Legati all'iniziativa dei privati e comunque destinati al popolo romano, i munera erano in origine distinti dai Ludi, gli spettacoli sponsorizzati dallo Stato. L'origine dei munera è ancora oggetto di dibattito, seppur si tenda a leggerla come una pratica proveniente dall'Etruria che, come molti altri aspetti della cultura etrusca, fu adottata dai Romani. Se ne hanno testimonianze sistematiche a partire dai riti funebri romani durante le Guerre puniche (III secolo a.C.) e da allora in poi divennero rapidamente un elemento essenziale della politica e della vita sociale del mondo romano. Col tempo infatti questi combattimenti persero l'originale connotazione di cerimonia funebre e si trasformarono in spettacoli di massa offerti da facoltosi personaggi e dall'imperatore stesso, assumendo spesso la funzione di propaganda politica per procurarsi consenso ed accrescere il proprio prestigio, divenendo forse il più iconico esempio di quell'influente meccanismo di potere efficacemente descritto dalla nota locuzione del poeta Giovenale (50/60–127 d.C.) «panem et circenses». Parallelamente, la figura del gladiatore passò da quella del prigioniero di guerra condannato a morte tramite combattimento al combattente professionista, spesso di origine servile ma non solo, forse già alla fine del III secolo a.C. Questi combattenti professionisti necessitavano forzatamente di apposite scuole/caserme nelle quali essere debitamente addestrati.
Entrati de facto nel novero dei Ludi in epoca imperiale, i munera, ormai controllati dallo Stato, potevano essere ordinaria, previsti cioè in occasione di certe festività, o extraordinaria per celebrare particolari occasioni. I giochi gladiatorii erano pubblicizzati con largo anticipo, su cartelloni che indicavano il motivo del gioco, il suo editore, il luogo, la data e il numero di combattenti accoppiati coinvolti, i c.d. "ordinarii". Per gli appassionati e i giocatori d'azzardo, il giorno del munus era distribuito un programma più dettagliato, il libellus, con nomi, tipi e prestazioni dei gladiatori, oltre al loro ordine di apparizione. I munera ufficiali, nella prima età imperiale, sembrano aver seguito una forma standardizzata, da cui il termine "munus legitmum". Un corteo (lat. pompa), equiparabile alla Pompa circensis che apriva le corse dei carri nel Circo, entrava nell'arena, guidato da littori che portavano il fascio littorio quale simbolo del potere del magistrato editore dei giochi sulla vita e sulla morte; seguiva una piccola banda di trombettieri (lat. tubicine) che suonava una fanfara; le immagini degli dèi accompagnavano la processione quali "testimoni" insieme ad uno scriba per registrare i risultati ed un uomo che portava il ramo di palma usato per onorare i vincitori; in ultimo il magistrato editore, seguito da attendenti, con le armi e le armature da usare; i gladiatori, presumibilmente, chiudevano il corteo. Il gettito di denaro prodotto e consumato da questi spettacoli, tra organizzazione, scommesse, ecc., raggiunse cifre ragguardevoli: es. l'imperatore Marco Aurelio (r. 161–180 d.C.) stabilì il limite massimo di 12.000 sesterzi per lo stipendio di un gladiatore!
La tradizione dei munera corse parallelamente alla storia repubblicana ed imperiale di Roma per circa sette secoli, raggiungendo l'apice tra il I secolo a.C. e il II secolo d.C., finché l'imperatore Onorio (r. 395–423 d.C.) ne ordinò l'abolizione nel 404 d.C. e Valentiniano III (r. 425–455 d.C.) li proibì definitivamente nel 438 d.C. Le Venationes, spettacoli nei quali una specifica categoria di gladiatori, i bestiarii, combattevano contro le fiere (orsi, leoni, leopardi, ecc.), continuarono invece sino al VI secolo: es. nella Cartagine dominata dai Vandali (429–534 d.C.), il poeta Luxorius compose all'inizio del secolo un epitaffio in onore del giovane bestiario Olimpio; venationes furono organizzate nel Colosseo al tempo del re ostrogoto Teodorico il Grande (r. 474–526 d.C.). A questo punto, l'interesse per le gare di gladiatori era scemato in tutto il mondo romano.

## Storia

### Nella Roma repubblicana
Il primo ludus gladiatorius citato dalle fonti è quello di Caio Aurelio Scauro, a Capua, il lanista dei gladiatori impiegati dalla repubblica nel 105 a.C. per istruire le legioni e contemporaneamente intrattenere il pubblico.
(Valerio Massimo, III, 3, 2)

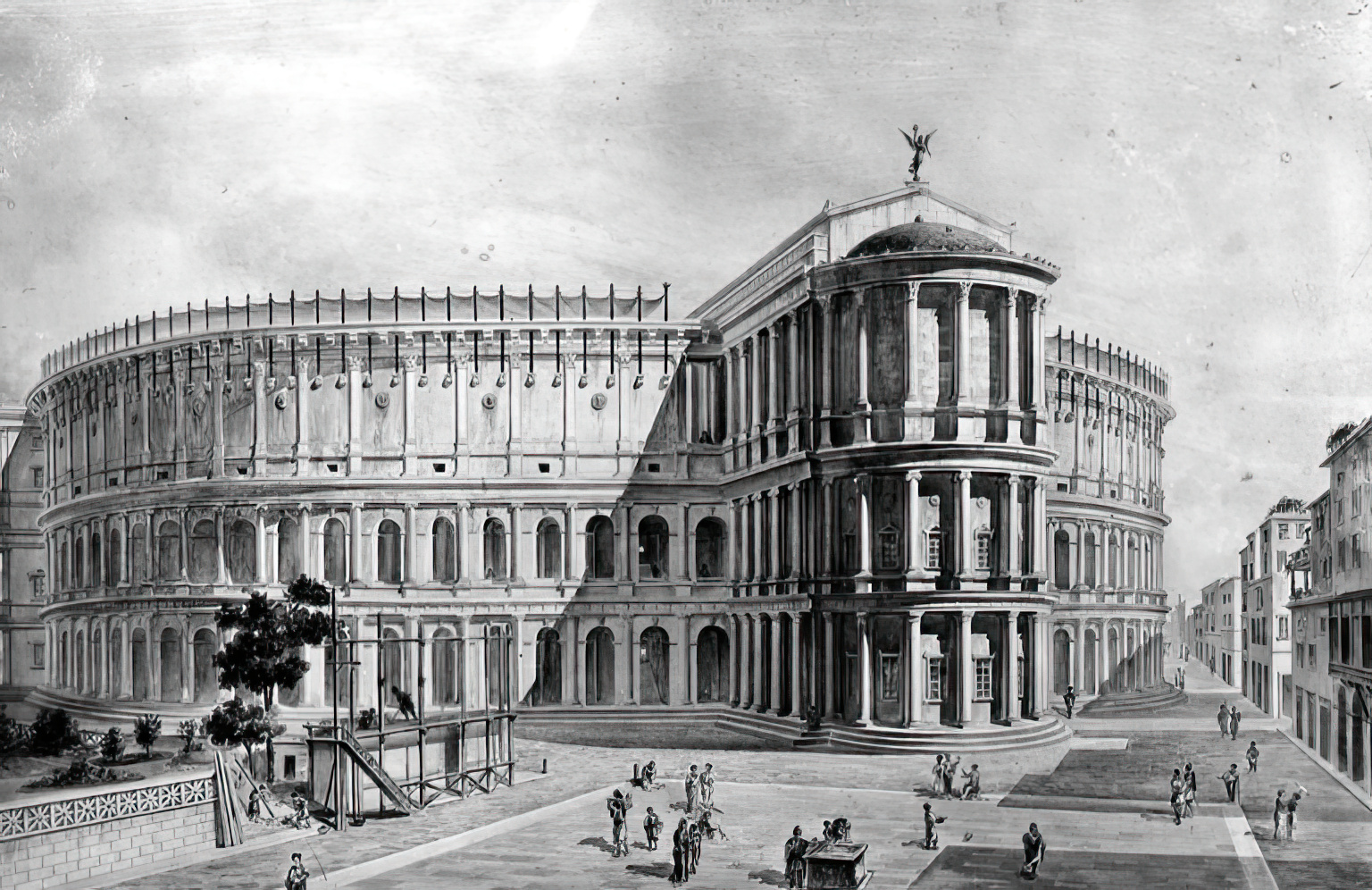
Il Teatro di Pompeo a Roma, disegno del 1911, discussa sede d'una presunta scuola gladiatoria.

Nel corso del I secolo a.C., mentre i munera ed i gladiatori guadagnano sempre più spazio nella scena sociale e politica romana, anzitutto per tramite della diffusione nelle terre romane degli anfiteatri, gli edifici cioè appositamente sviluppati dall'architettura romana per ospitare gli scontri gladiatorii e gli altri pubblici spettacoli (con l'eccezione delle corse di carri per i quali erano necessarie le specificità strutturali del circo), si diffusero inevitabilmente anche le caserme d'addestramento dei morituri nell'Urbe ma non ce ne sono rimaste grandi vestigia: es. stante l'uso certo di gladiatori presso l'enorme complesso del Teatro di Pompeo ed il loro acquartieramento nel grande portico dello stesso, non è chiaro se la struttura disponesse di una propria scuola interna di combattenti o se questi vi arrivassero da altrove. Il poeta Orazio menzionò, intorno al 10 a.C., un ludus Aemilius, d'incerta collocazione, appartenente ad un membro dell'antica e potente gens Aemilia, trasformato nel IV secolo in uno stabilimento termale, il balneus Polycleti. Questo ludus Aemilius esisteva forse già nel 216 a.C., quando Marco Emilio Lepido, defunto console e augure, fu onorato dai suoi figli con tre giorni di gladiatora munera nel Foro Romano utilizzanti ventidue coppie di combattenti.
Oltre a quella di Roma, le scuole più prestigiose erano quelle di Ravenna (la cui fondazione di dovrebbe a Giulio Cesare o che fu comunque realizzato/ristrutturato al principio della guerra contro Pompeo del 49–45 a.C.), di Pompei, ove non a caso sorse il primo anfiteatro romano in muratura ad oggi noto, per opera dei coloni di Silla (circa 70 a.C.), e, appunto, di Capua. Fu proprio per la rivolta scoppiata nel ludus gladiatorius di Capua, diretto dal lanista Lentulo Batiato, e capeggiata dal gladiatore Spartaco, domata solo dopo una serie prolungata di costose campagne, a volte disastrose, condotte dalle truppe romane regolari (v.si Rivolta di Spartaco, 73–71 a.C.) che si decise in epoca tardo-repubblicana di regolamentare il reclutamento dei gladiatori. La paura di rivolte simili, il rischio che le scuole gladiatorie servissero alla formazione di eserciti privati e lo sfruttamento dei munera per acquisire vantaggi politici, indusse il Senato romano ad assumere dei provvedimenti di maggior controllo sui gladiatori, sugli spettacoli, sulle scuole (quanto a proprietà, organizzazione ed ubicazione) e quindi, di fatto, su tutto il circuito gladiatorio.

### Nella Roma imperiale
Giulio Cesare, il romano che di fatto veicolò il passaggio di Roma da repubblica ad impero, aveva strettamente legato il suo operato politico ai gladiatori e, come anticipato, alle loro scuole. I gladiatori della familia gladiatoria da lui fondata a Capua nel 49 a.C. passarono in eredità a suo nipote Augusto, primo imperatore romano (r. 27 a.C.–14 d.C.), che li ribattezzò Iuliani in memoria del genitore. In generale, Augusto fu munifico e sfarzoso editore di giochi ed incise profondamente nella loro riorganizzazione, definendo le categorie gladiatorie (lat. armaturae), stabilendo le regole del combattimento e persino la disposizione dei posti a sedere nell'anfiteatro in base alle classi sociali. I suoi successori, la dinastia giulio-claudia (27 a.C.–68 d.C.), furono del pari attivi promotori di spettacoli e, inevitabilmente, di scuole gladiatorie: es. sotto Nerone (r. 54–68), i gladiatori della scuola imperiale di Capua presero ad essere chiamati Neroniani; il filosofo e politico Seneca, suicidatosi per ordine di Nerone ma attivo già sotto gli imperatori Caligola (r. 37–41 d.C.) e Claudio (r. 41–54 d.C.), cita l'esistenza di un ludus bestiarius nelle sue celebri Epistulae morales ad Lucilium; ecc.
Proseguiva nel frattempo la statalizzazione dei ludii gladiatorii ed al tempo dell'imperatore Domiziano (r. 81–96) ormai molte caserme gladiatorie erano state più o meno assorbite dallo Stato: es. i ludii di Pergamo, Alessandria, Preneste (sede d'una rivolta gladiatoria affine a quella di Spartaco nel 64 d.C.) e Capua.

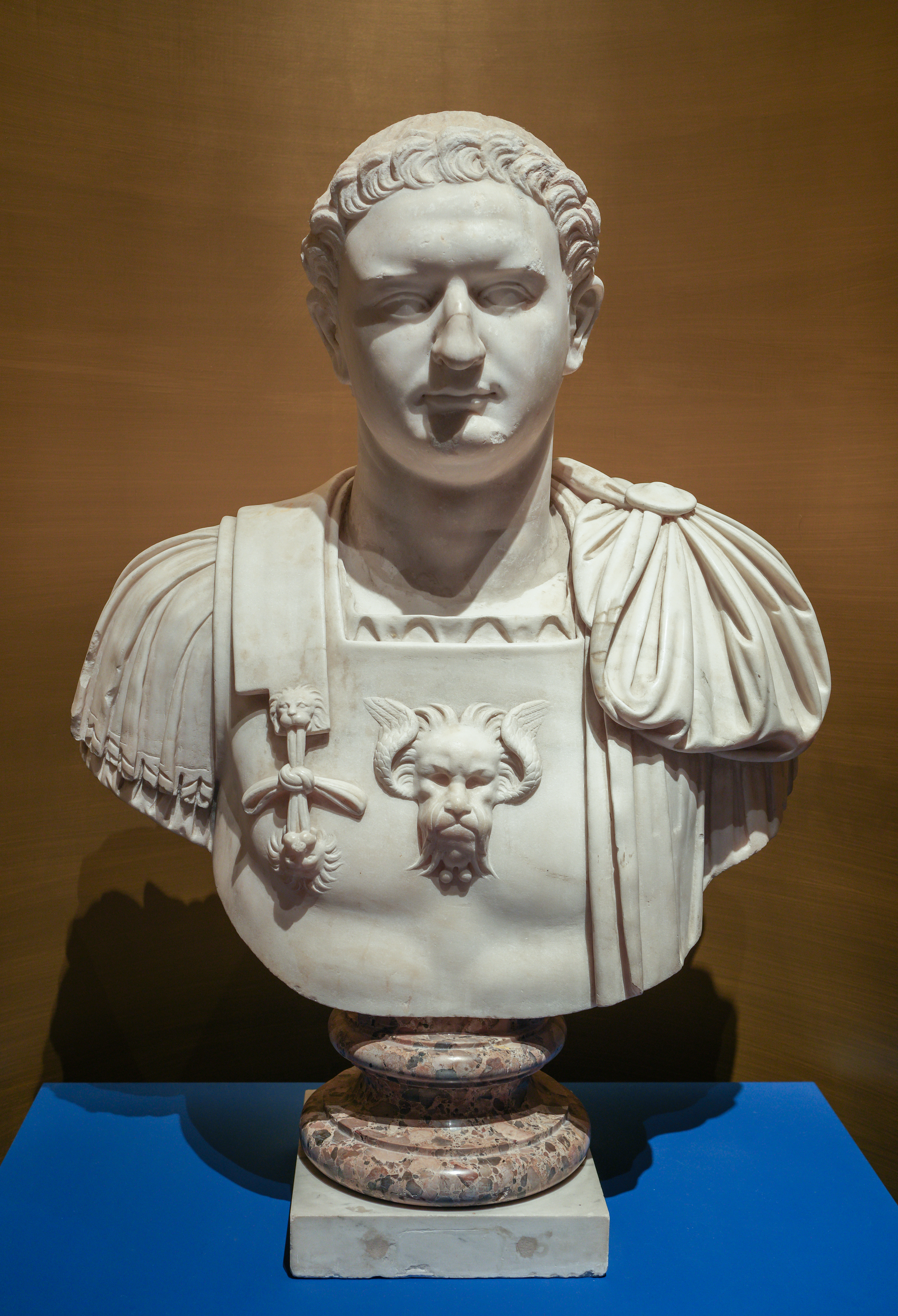
Busto di Domiziano (Museo del Louvre), il costruttore delle più celebri e durature scuole gladiatorie di Roma.

Subentrata la dinastia Flavia (69–96) ai Giulio-Claudii, i munera in Roma furono interessati da un'importante riassetto logistico, «un apparato monumentale che senza soluzione di continuità qualificava la rinnovata struttura urbanistica dell’Urbe nelle sue componenti funzionali alle diverse forme dello spettacolo.» Anzitutto, il fondatore della dinastia, Vespasiano (r. 69–79), ordinò la costruzione del Colosseo, sommo anfiteatro che avrebbe da lì in avanti funto da modello di riferimento per le altre similari strutture nell'Impero. L'erigenda, proseguita dal primo figlio ed erede Tito (r. 79–81), fu ultimata dal secondogenito e successivo imperatore Domiziano unitamente ad una serie di strutture a supporto che crearono un vero e proprio "polo gladiatorio" per l'Urbe: un obitorio (lat. spoliarium); un ospedale (lat. saniarium); un arsenale (lat. armamentarium) che custodiva le armi dei gladiatori; il summum choragium, un edificio dove si costruiva e stoccava l'apparato scenico utilizzato nel Colosseo; e diverse scuole/caserme, tra cui il castra misenatium per i marinai della flotta di Miseno, distaccati nella capitale per manovrare il complesso velarium dell'anfiteatro. Questo polo fu poi oggetto di restauri ed interventi da parte dei successivi imperatori Traiano (r. 98–117 d.C.) ed Adriano (r. 117–138 d.C.).
La più grande ed importante scuola gladiatoria dei Flavi (e tale rimase per tutta la Roma imperiale) era il Ludus Magnus, che, come il Colosseo, funse da modello per le strutture similari costruite da lì innanzi nelle province. Ubicato ad ovest della grande arena, nella piana tra il Celio e l'Esquilino, era in grado di ospitare pare 2.000 gladiatori (più realisticamente un migliaio) e disponeva di una galleria sotterranea che la collegava direttamente all'anfiteatro attiguo. Il suo direttore, uno dei Procurator Augusti (v.si seguito), era una figura importante perché, per la plebe romana come per l'imperatore, l'organizzazione di spettacoli occupava un posto privilegiato nella vita quotidiana dell'Urbe, ed il cui lucroso stipendio (200.000 sesterzi!) era a carico del Princeps. Intorno al Magnus gravitavano almeno altri tre ludi: il Ludus Matutinus, altro edificio di dimensioni considerevoli, costruito sulla falsariga del Magnus ed ubicato immediatamente a sud dello stesso, per l'addestramento dei bestiarii, così chiamato perché le venationes si svolgevano alla mattina (forse costruito sul sito o comunque in sostituzione del citato ludus bestiarius menzionato da Seneca); il Ludus Gallicus e il Ludus Dacicus, due scuole che prendevano il nome dalla nazionalità dei gladiatori ivi ospitati.

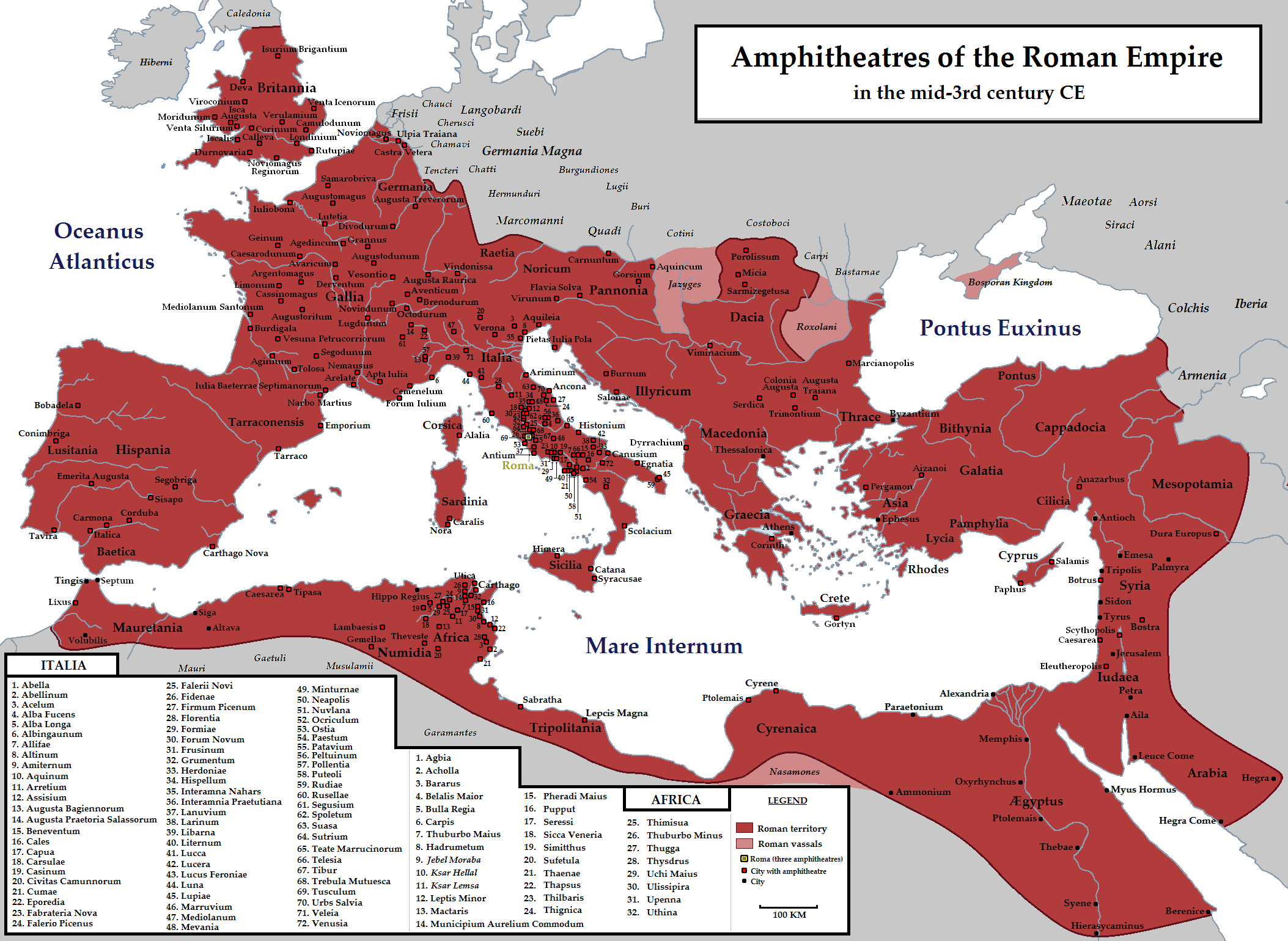
Distribuzione degli anfiteatri nel mondo romano.

Resti dei ludi imperiali al di fuori di Roma non mancano, anzitutto in ragione del fatto che la massiccia diffusione degli anfiteatri in tutte le grandi città dell'Impero (es. gli anfiteatri di Arles e Nîmes in Gallia, quest'ultimo supportato da una propria caserma gladiatoria; l'anfiteatro di Leptis Magna nella Tripolitana; quello di Salona in Illiria; ecc. per un totale di 186 edifici censiti da Golvin 1990), ben testimonia la diffusione dei gladiatori oltre i confini italici. A Pompei si sarebbero succedute due scuole di gladiatori. La presenza di circa 120 graffiti, probabilmente incisi dai gladiatori in ricordo delle loro vittorie o delle loro conquiste amorose, ha indotto gli specialisti a identificare una residenza detta "Casa dei Gladiatori" con una caserma. Si stima che vi avrebbero potuto alloggiare da 5 a 20 gladiatori. Dopo che la città fu colpita da un terremoto nel 62 che probabilmente danneggiò questo edificio, il quadriportico, posto dietro il muro del palcoscenico del teatro, fu trasformato in caserma. La funzione dell'edificio è stata dedotta dai quindici elmi oltre ad altri pezzi difensivi, tra cui schinieri e spalle, scoperti durante i primi scavi nel 1766. Tutti gli accessi, tranne l'ingresso principale, erano stati murati. I resti del ludus pompeiano attestano gli sviluppi dell'offerta, della domanda e della disciplina: nella sua prima fase, l'edificio poteva ospitare 15-20 gladiatori; un ampliamento permise di ospitarne circa 100 ed incluse una cella molto piccola, probabilmente per le punizioni, tanto bassa che era impossibile stare in piedi. Le prime città dopo Pompei ad erigere un anfiteatro e quindi i ludii per addestrarvi i gladiatori furono Capua (sede del celebre Anfiteatro campano, ricalcante il modello del Colosseo), sempre nel I secolo a.C., e Cuma un secolo dopo (Anfiteatro romano di Cuma). Nel 2011 è stato scoperto un ludus gladiatorius nei pressi del grande anfiteatro dell'antica città di Carnuntum, nei pressi di Vienna (Austria), il cui impianto d'insieme ricorda, in piccolo, il "polo gladiatorio" del Colosseo, con il Ludus Magnus, l'ospedale, l'arsenale, ecc.
Nel complesso, le informazioni relative all'esistenza ed all'ubicazione delle caserme gladiatorie attive nel secolo e mezzo di storia che intercorre tra il principato giulio-claudio e quello flavio (oltre alle predette, sono certe le presenze a Narbona, Draguignan, Ankara, Tessalonica, ecc.), supporta la tesi che probabilmente in tutte le grandi città dell'Impero romano ove si trovavano anfiteatri ci fossero anche i relativi ludii gladiatorii.

## Descrizione
Le varie caserme gladiatorie sparse per l'Impero avevano tutte più o meno la stessa struttura e la medesima distribuzione degli spazi, semplice e funzionale: piantina complessiva quadrangolare; celle residenziali e locali di servizio (refettorio, armeria, infermeria, ecc.), collegati da una galleria, disposte attorno ad un cortile che poteva presentare un unico ambiente o essere a sua volta diviso in più spazi (un'arena, un'area di addestramento, ecc.). La presenza di ampi portici intorno allo spazio aperto centrale, su cui immettevano le celle, permetteva di mantenere queste ultime fresche anche nei giorni più torridi nei paesi mediterranei, oltre a fornire un comodo punto d'osservazione per lanistae e doctores durante la stagione calda o quella piovosa.

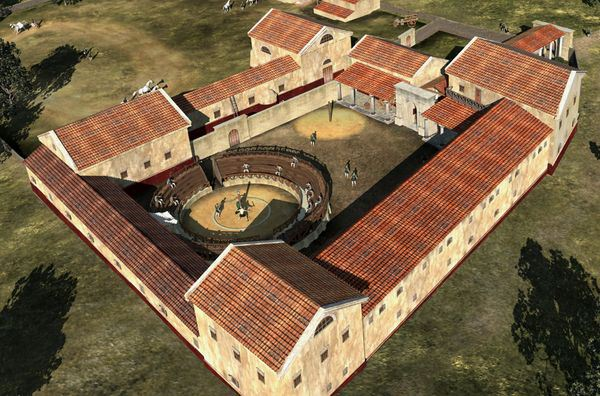
Restituzione compiuterizzata del ludus gladiatorius di Carnuntum sulla base dei rilievi geofisici.

Il Ludus pompeiano era un edificio a due piani, con celle al piano terra ed al piano superiore, oltre a una grande cucina, una sala riunioni e un appartamento per il lanista (un locale notevole, con pareti decorate da affreschi con scene di lotta), il tutto intorno allo spiazzo centrale quadrangolare, circondato di portici, che fungeva da campo di allenamento.
Il complesso d'edifici del Ludus di Carnutum, rilevato dai radar dagli archeologi, s'estende su una superficie di 2.800 mq:  il centro era occupato da un cortile comprendete sia un campo d'addestramento circolare di 19 m², sia una piccola arena circondata da una cavea di legno e dominata dalla terrazza d'un adiacente corpo di fabbrica rettangolare; l'intero complesso aveva pianta trapezoidale articolata in una parte destinata alle celle dei gladiatori (singole, di circa 5 m²), presso i due lati disposti ad ovest e a sud, un'altra a nord occupata da una sala di allenamento con pavimenti riscaldati e da piccole terme, nonché un'ampia aula destinata forse alle riunioni dei gladiatori e infine un terzo lato a est rappresentato dagli uffici amministrativi; al di fuori delle mura del complesso è stata individuata anche un'area cimiteriale presumibilmente destinata ai gladiatori morti.
Il Ludus Magnus era una costruzione di tutto rispetto. Doveva essere un edificio a tre piani, con le consuete stanze di alloggio e servizi disposte intorno ad uno spazio centrale circondato da un portico, in questo caso di colonne tuscaniche in travertino. La struttura, realizzata in opera laterizia, era coperta da lastre di marmo. Ospitava circa un migliaio di gladiatori, acquartierati in celle doppie da 20 m². I percorsi interni erano assicurati da un corridoio alle spalle degli ambienti e dalle scale per i piani superiori, disposte agli angoli. Su uno dei lati corti, una grande aula con porticato interno era forse adibita a sacello per il culto imperiale. Il cortile centrale era occupato dall'arena per gli allenamenti di 63x42 m, realizzata come copia a scala ridotta di quella del Colosseo (rapporto di 1:2,5). Vi si dovevano anche svolgere rappresentazioni aperte al pubblico e la cavea, accessibile da scale esterne, poteva ospitare 3000 persone (1.200 persone secondo taluni autori), con palchi per le autorità al centro dei lati lunghi. Come anticipato, un passaggio sotterraneo lo collegava direttamente all'attiguo Colosseo. A differenza delle più piccole caserme gladiatorie provinciali, come quella di Carnuntum, che nelle proprie pertinenze comprendeva anche i locali di servizio quali l'ospedale, l'arsenale, ecc., il Magnus era unicamente una palestra-dormitorio che s'appoggiava, per i servizi ancillari, agli appositi edifici fatti costruire dai Flavi nei suoi dintorni.

## La vita nelLudus

### Amministrazione

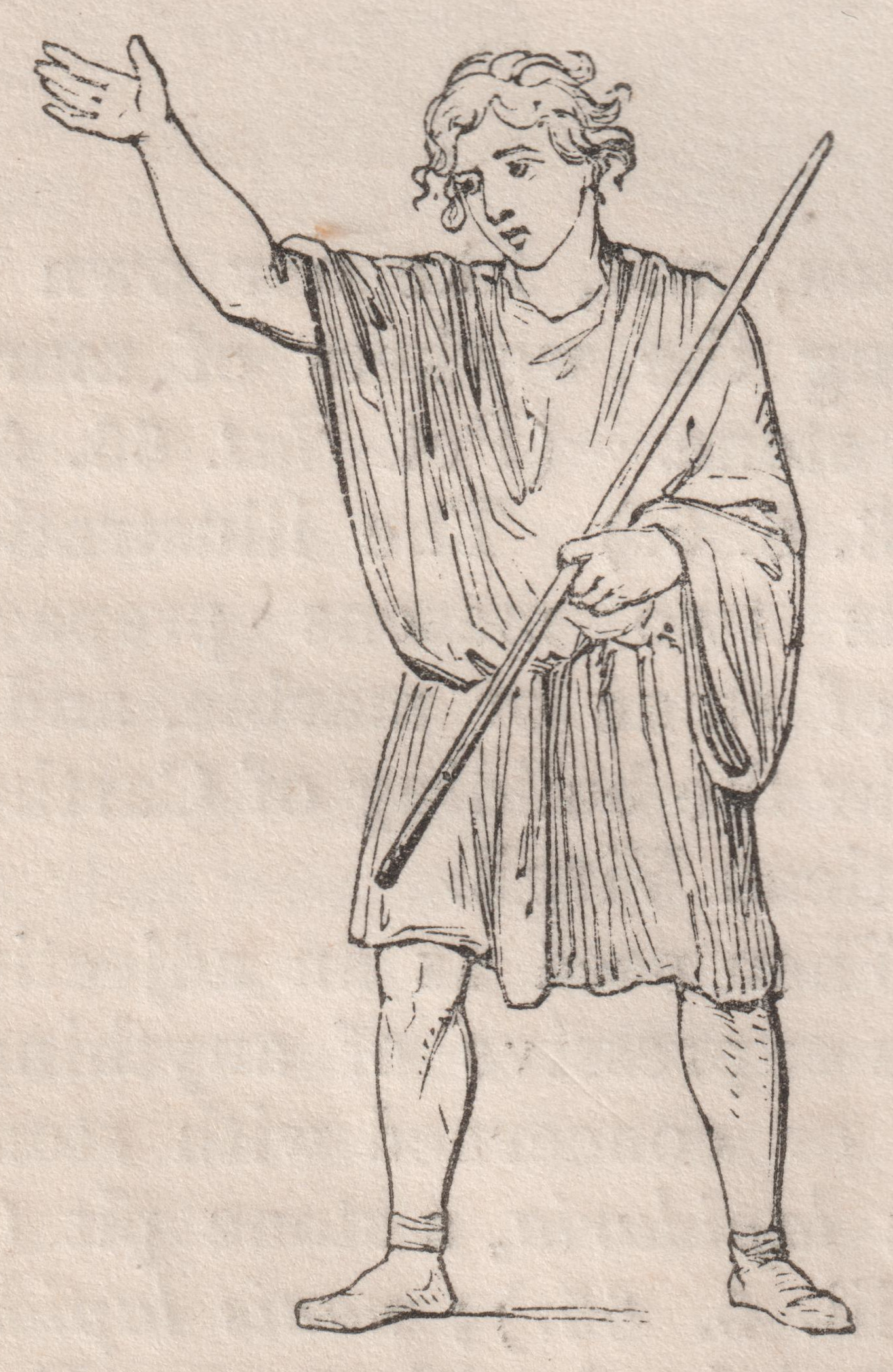
Un lanista con la sua virga distintiva, ill. in

In età repubblicana, il ludus era gestito dal suo proprietario privato, il lanista (plu. lanistae), che affittava i gladiatori all'organizzatore degli spettacoli gladiatorii (lat. editor o munerarius), i munera, traendone il proprio profitto che non veniva meno neppure se il gladiatore fosse morto durante il combattimento; in questo caso infatti l'editor, oltre a pagare il prezzo d'ingaggio, risarciva al lanista anche il valore del gladiatore, una sorta d'indennizzo per i suoi mancati guadagni futuri. L'attività del lanista era in genere poco stimata nel mondo romano e considerata di livello infimo, persino più basso di quello dei lenoni. Il lanista era di solito un ex-gladiatore coadiuvato nella sua attività dai Doctores (o Magistri), altri abili ex-gladiatori affrancati che, conclusa l'attività agonistica, erano stati insigniti del rudis, la spada di legno utilizzata dai gladiatori per l'allenamento ma qui intesa come simbolo della loro libertà, ed elevati, pertanto, al rango di rudiarii: si trattava di istruttori specializzati in uno specifico stile di lotta che fungeva da esperti in materia per le reclute (v.si Addestramento). Simbolo del lanista era la sua bacchetta di legno, la virga.
Sono pochi i lanisti di cui ci sono pervenuti i nomi, solitamente legati a qualche evento della Storia di Roma (v.si Battiato e la Rivolta di Spartaco) o perché parte di quel ristretto numero d'imprenditori che avevano raggiunto grande notorietà. Erano i Patres di una familia estesa, la c.d. "familia gladiatoria", ad aveva quindi, in accordo alla legge romana, potere legale di vita e di morte di ogni suo membro, compresi servi, poenae, auctorati e ausiliari vari. Socialmente, erano infami, alla pari con magnaccia e macellai e disprezzati come truffatori nelle contrattazioni. Nessuna stigmate era invece attribuita al proprietario non lanista dei gladiatori, solitamente di buona famiglia, alto rango e larghi mezzi: es. durante il loro celebre carteggio, Cicerone (106–43 a.C.) si congratulò con l'amico Attico per l'acquisto d'una splendida truppa gladiatoria che, se affittata anche solo due volte, avrebbe fatto recuperare il proprio costo al proprietario. Questo distinguo sociale antitetico tra il comune lanista ed il potente romano proprietario di gladiatori si acuì ulteriormente quando, durante l'Impero, il Princeps divenne il più celebre e potente proprietario di gladiatori.
In età imperiale, quando, come abbiamo visto, la presenza statale, vale a dire imperiale, nella macchina gladiatoria divenne a dir poco invasiva, le più grandi scuole/caserme di morituri di Roma, come il Ludus Magnus o il Ludus Matutinus, erano gestite da ben remunerati procuratori imperiali appartenenti all'ordine equestre ed amministrate per tramite d'una articolata burocrazia d'ispirazione simil-statale: sub-procuratori, preposti, ecc. Le grandi scuole provinciali, come Pergamo o Alessandria, erano concettualmente sempre gestite dal procuratore imperiale che però, in qualità di governatore provinciale, soprassedeva diversi altri compiti e lasciava quindi le caserme gladiatorie a gestori locali: es. il ludus di Pergamo e quello di Alessandria avevano un loro Procurator ludi familiae gladiatoriae Caesaris, sebbene la caserma di Pergamo fosse gestita, quali editores, dai sacerdoti cittadini in qualità di locali responsabili del culto imperiale romano, strettamente legato ai munera sin dai tempi di Augusto; tale Lucio Didio Marino era però ricordato come Procurator familiarum gladiatoriarum per le province di Gallia, Asia, Bitinia, Cappadocia, ecc.!
In generale, possiamo asserire che, durante l'Impero, la figura del lanista sparì da Roma e seguitò ad esistere nelle province.

### Arruolamento e addestramento dei gladiatori
In epoca imperiale, i volontari richiedevano il permesso di un magistrato per entrare in una scuola gladiatoria come aucratorati. Se questo era loro concesso, il medico della scuola ne valutava l'idoneità. Il loro contratto (lat. auctoramentum) stabiliva la frequenza con cui dovevano esibirsi, il loro stile di combattimento ed i guadagni. Un condannato in bancarotta o per debiti accettato come novizio (lat. novicius) poteva negoziare con il suo lanista o editor il pagamento parziale o completo del suo debito. Di fronte a folli stipendi per il re-arruolamento di abili auctorati, come anticipato, l'imperatore Marco Aurelio stabilì il limite massimo a 12.000 sesterzi.
Lo storico Michael Grant ha stimato che due gladiatori su dieci erano uomini liberi. La restante parte, era composta da schiavi che il lanista si procurava nei numerosi mercati dell'Impero. I condannati ad ludum erano probabilmente marchiati con un tatuaggio (lat. stigma) sul viso, sulle gambe e/o sulle mani. I tatuaggi erano probabilmente verbali e non solo grafici e gli schiavi a volte erano così contrassegnati sulla fronte che Costantino vietò l'uso delle stigmate facciali nel 325 d.C. I soldati venivano regolarmente tatuati sulla mano. Tutti i gladiatori del ludus, volontari o condannati che fossero, erano vincolati al servizio da un sacro giuramento (lat. sacramentum):
(Ed. in Wisdom 2010, p. 19)
Tale giuramento racchiude in sé tutti gli aspetti caratteristici del durissimo allenamento quotidiano e dell'osservanza di una disciplina ferrea, persino letale, che caratterizzavano la formazione di un gladiatore: il marchio, le detenzione punitiva ed il collare da schiavo, le percosse con frusta e verga da parte degli istruttori, in ultimo, la morte nell'arena.

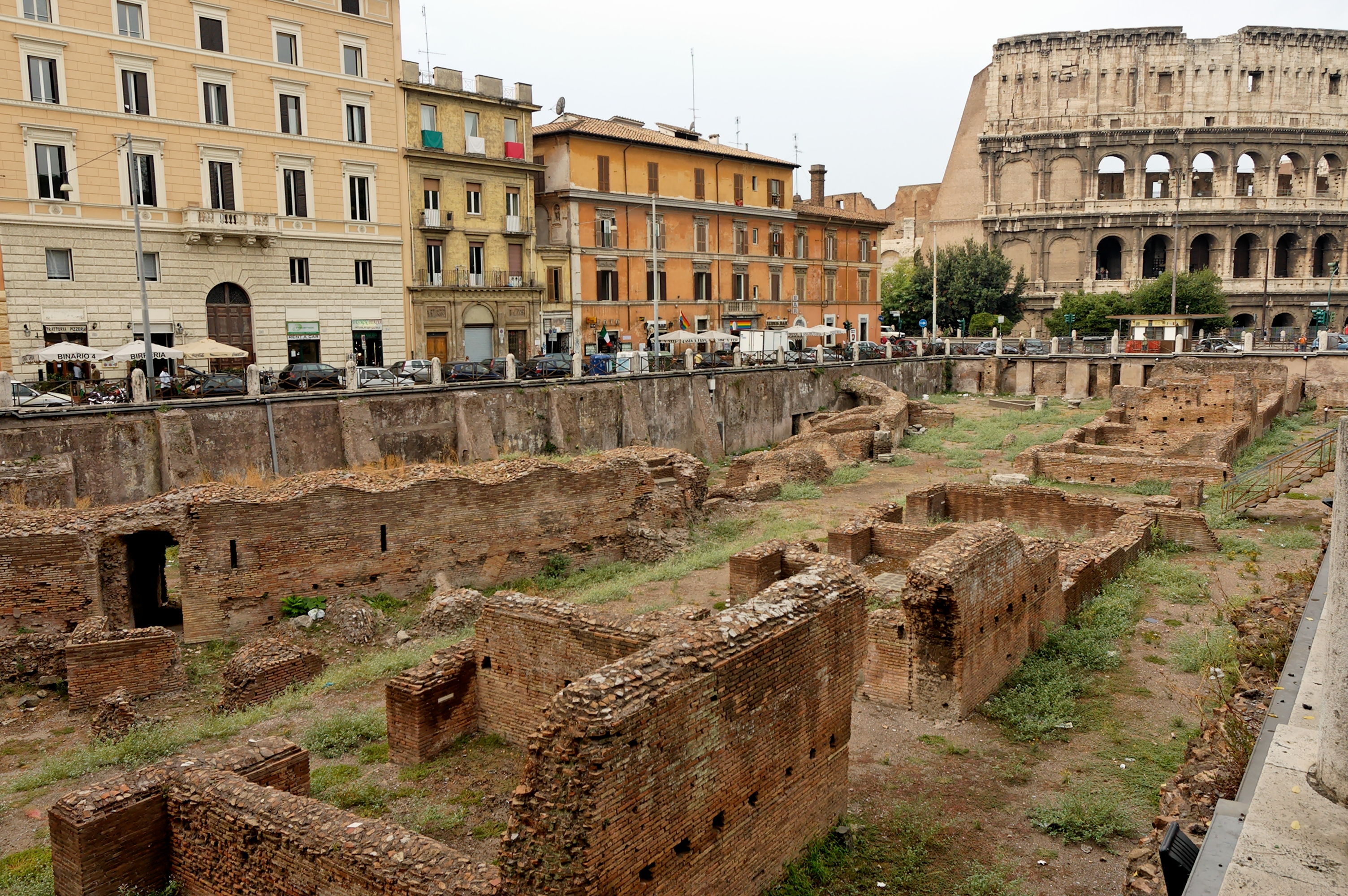
Le rovine del Ludus Magnus, a Roma, presso il Colosseo.

I gladiatori novizi (lat. novicii) venivano introdotti gradualmente all'arte del duello, anzitutto contro sagome lignee (palum) alte sei piedi romani. I progressi venivano contestualmente misurati secondo una gerarchia decrescente di gradi chiamati pali in cui primus palus era il più alto. Le armi letali erano proibite nelle scuole e tenute sotto chiave nell'armamentarium: probabilmente venivano usate versioni di legno smussate e appesantite, secondo le modalità che Vegezio ci ha tramandato per l'addestramento dei legionari, e comunque solo nel momento in cui i novicii erano ritenuti idonei a scontrarsi con avversari di carne ed ossa. Dopo l'iniziale periodo di ambientamento, il lanista decideva insieme al magister, che giudicava le caratteristiche fisiche, la mobilità e la perizia sul campo, e ad un medicus, che ne valutava invece lo stato complessivo di salute, l'assegnazione del novizio alla categoria gladiatoria (mirmillone, reziario, trace, ecc.) più idonea, facendo un tirocinante (lat. tiro), e procedendo poi a curarne attentamente, con la dieta e la ginnastica, lo sviluppo fisico e la tonicità muscolare. Le tecniche specializzate delle differenti categorie erano con buona probabilità apprese dai tirones tramite continue prove coreografate che permettevano loro anche di ottenere uno stile elegante e raffinato, al fine di fornire ai loro spettatori, il cui gusto per la crudeltà s'accrebbe durante tutto il periodo imperiale, uno spettacolo gradevole e non una zuffa caotica.
Tirando le somme, è evidente che l'efficace formazione di un tirones per farne un gladiatore di successo richiedeva un impegno intenso alla recluta tanto quanto una considerevole quantità di denaro all'imprenditore. Questo tenendo conto del fatto che, oltretutto, l'aspettativa di vita del gladiatore era molto bassa.
L'addestramento nel Ludus includeva anche la preparazione per una morte stoica e impeccabile: un gladiatore ormai sconfitto e condannato non avrebbe dovuto chiedere pietà né gridare, ottenendo la "buona morte" che l'avrebbe così riscattato dalla disonorevole debolezza e passività della sconfitta fornendo al contempo un nobile esempio a coloro che assistevano allo spettacolo.

### Acquartieramento

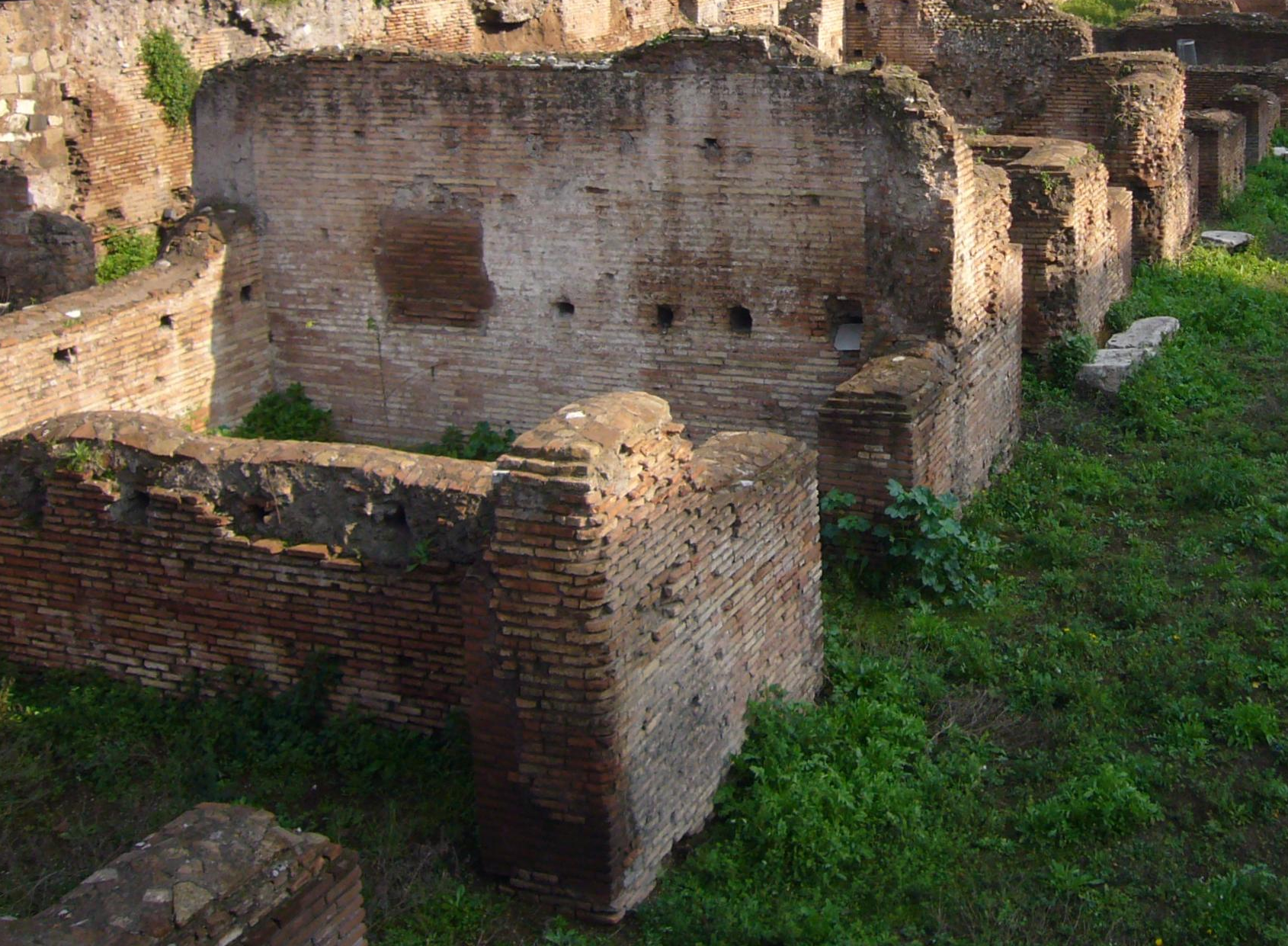
I resti delle celle dei gladiatori del Ludus Magnus.

Giovenale descrive la segregazione dei gladiatori in base al tipo e allo status secondo le rigide gerarchie all'interno delle scuole: «anche la feccia più bassa dell'arena osserva questa regola; anche in carcere sono separati.» I reziari erano tenuti lontani dai damnati (it. "condannati") e dai noxii (it. "rei") che transitavano nella caserma come carne da macello, letteralmente uomini già morti destinati a massacrarsi gli uni con gli altri o ad essere sbranati dalle belve nei munera. Poiché la maggior parte degli ordinarii dei munera proveniva dalla stessa scuola, i potenziali avversari erano tenuti separati e al sicuro l'uno dall'altro fino al legittimo scontro. Questi aspetti della quotidianità nel Ludus erano governati con la medesima ferrea disciplina che ne regolava gli altri. Ai novicii erano assegnati gli alloggi peggiori, mentre il primus palus, il campione della caserma, otteneva (o esigeva?) l'alloggio migliore.
Dalle celle gladiatorie pervenuteci, come quelle della Casa dei gladiatori di Pompei, ci provengono le testimonianze più crude e struggenti della vita quotidiana nel ludus: graffiti raffiguranti donne nude, alcove per il culto della propria divinità (molto popolari Ercole, Marte o Diana), ecc. Era in questi ambienti miseri e squallidi che i gladiatori consumavano la loro passione con le loro amanti, non solo schiave e prostitute ma anche donne libere, financo di alto ceto sociale. Nella caserma erano presenti anche prigioni (lat. ergastoli), anguste e scomode, con i ceppi per incatenarvi i gladiatori indisciplinati.
I gladiatori volontari erano concettualmente liberi di spostarsi a loro piacimento ma anche i gladiatori di condizione servile, spesso, non erano sempre relegati tra il ludus e l'anfiteatro ed anzi potevano ritrovarsi a viaggiare da un capo all'altro dell'Impero. Questa mobilità variava a seconda dei contratti negoziati tra i munerarii ed i lanistae: es. Pompei attirò gladiatori da tutta la Campania, Capua in particolare. Questo pendolarismo ovviamente coinvolgeva tutto il personale dello spettacolo gladiatorio. I movimenti furono fatti sia da Ovest verso Est sia in direzione opposta: es. molti gladiatori greci o orientali furono impegnati in munera nelle province occidentali dell'Impero. Truppe di gladiatori seguirono anche gli imperatori nei loro viaggi di rappresentanza: es. l'imperatore Caligola, in visita a Lugdunum (attuale Lione), diede un munus con gladiatori che si era portato da Roma.

### Assistenza medica, dieta e massaggi

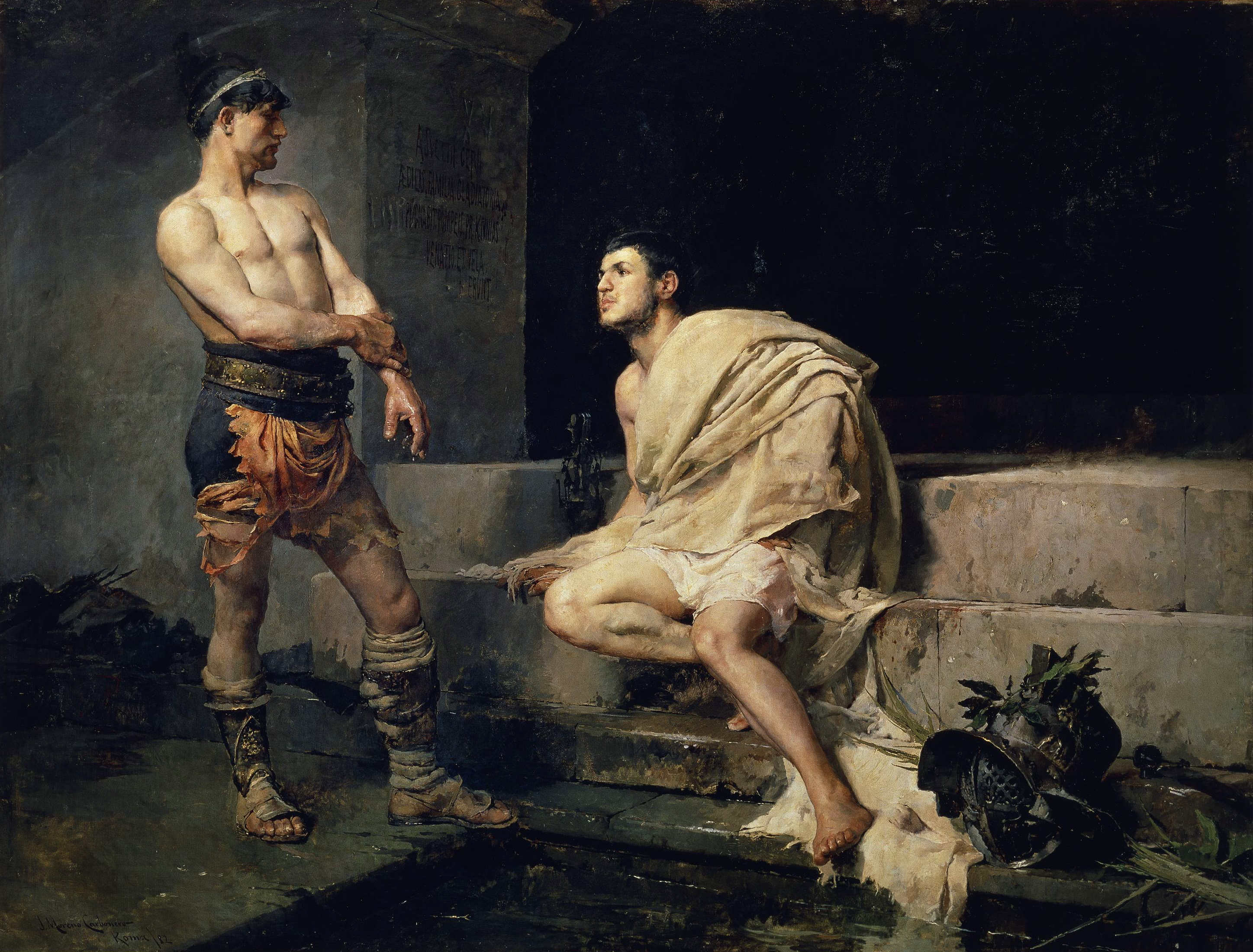
Gladiatori dopo la lotta, dipinto di José Moreno Carbonero (1882).

Massaggi regolari e cure mediche di alta qualità contribuivano a mitigare il regime di allenamento altrimenti molto severo dei gladiatori. Parte della formazione medica del celebre Galeno (129–216 d.C.) avvenne appunto nella scuola gladiatoria di Pergamo, sua città natale, dove vide (e in seguito avrebbe criticato) l'allenamento, la dieta e le prospettive di salute a lungo termine dei gladiatori. Stando a quanto riportatoci dalle fonti, durante la sua permanenza nel ludus di Pergamo, la cui gestione era affidata, come anticipato, ai sommi sacerdoti della città, Galeno ridusse a cinque il numero di gladiatori morti a causa delle ferite riportate contro i sedici decessi avvenuti sotto il suo predecessore. Memore di questa preziosa esperienza, il grande medico avrebbe poi incoraggiato i suoi discepoli a sfruttare i cadaveri dei gladiatori quali "casi studio" di anatomia.

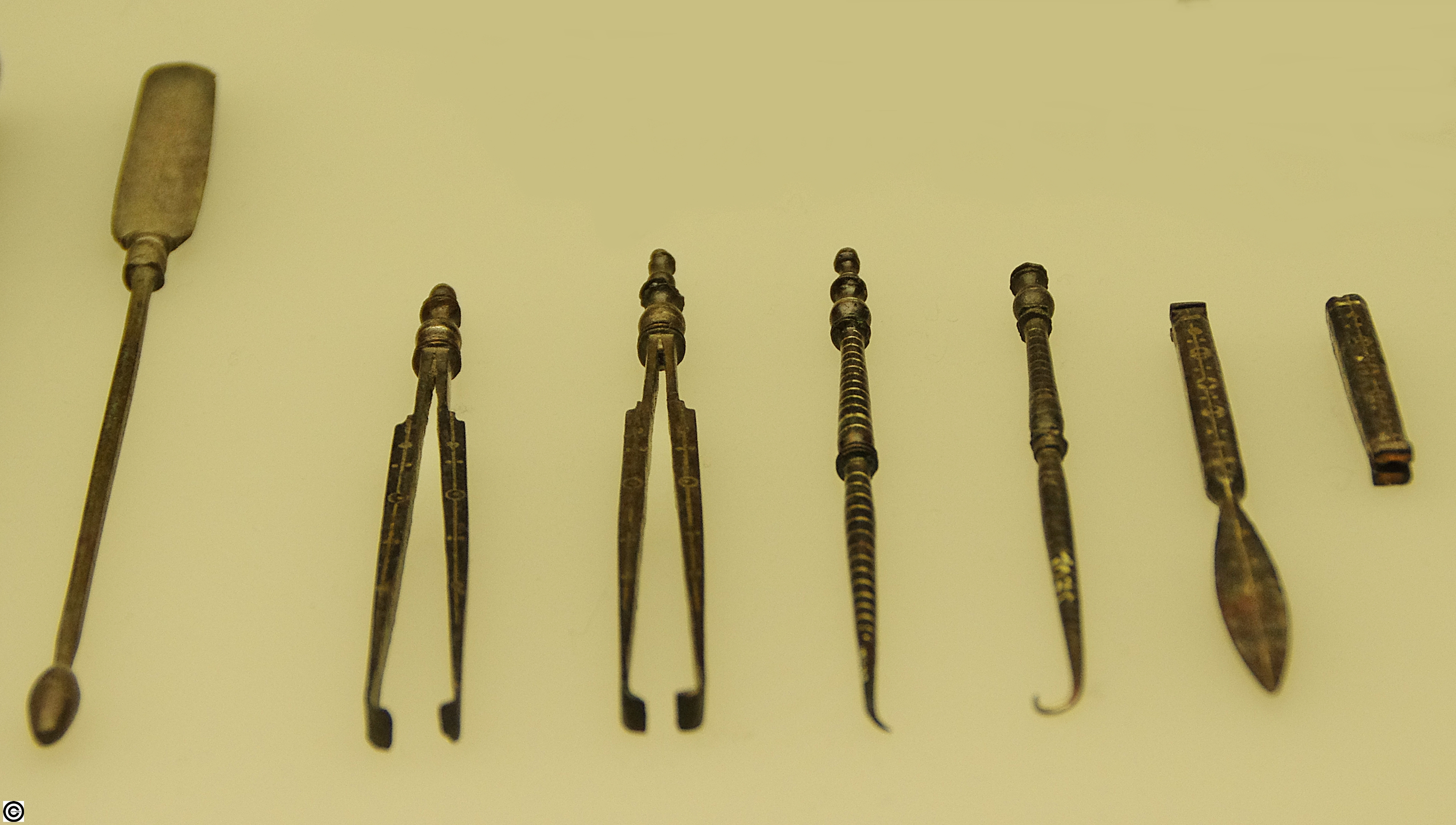
Strumenti medici romani (Römisch-Germanisches Museum).

La testimonianza di Galeno è fondamentale per approfondire le condizioni di vita dei gladiatori. Il medico non si occupava solo di curare i combattenti in caso di infortunio ma, più in generale, vigilava sulla loro salute, sul loro stile di vita e sulla loro dieta. Di solito lavorava senza assistenti ma era sempre scelto tra i professionisti più rispettabili. Qualora ne avesse, i suoi assistenti erano massaggiatori (lat. unctores) e guaritori tirocinanti, non certo paragonabili al sofisticato e complesso sistema medico di cui godevano, in età imperiale, i legionari romani (v.si Personale medico dell'esercito romano), sufficienti però a permettergli di delegare il lavoro intervenendo solo nei casi più gravi. La funzione principale del medicus era quella di mantenere in vita il maggior numero possibile di gladiatori per evitare all'editor le spese d'acquisto di nuove reclute. Nei suoi scritti, Galeno da nessuna parte allude al combattimento fino alla morte. Tuttavia, le ferite potevano comunque essere terribili, con parti vitali del corpo esposte a seguito dei colpi ricevuti. Plinio il Vecchio (23–79 d.C.) riferisce che le ferite sanguinolente dei gladiatori erano sanate dalla siderite vegetale «e ancor più efficacemente dal fungo che cresce vicino alla radice di questa pianta.» Il medico Scribonio Largo († post 48 d.C.) fornisce una ricetta che considera efficace contro i colpi e le contusioni dei gladiatori. Il medico dei gladiatori doveva giocoforza conoscere le piante medicinali dal potere emostatico e contro le contusioni. Alcuni medici svolsero i loro compiti così bene da essere onorati dagli stessi gladiatori, come accadde al tale Trophimos la cui statua in bronzo fu innalzata nell'anfiteatro di Corinto dai bestiarii che aveva curato. Il rapporto dei gladiatori con i medici non era limitato al normale rapporto paziente-medico ma vedeva i lottatori, o meglio i loro cadaveri, trattati dai dottori (con l'eccezione dei più illuminati quali appunto Galeno e Scribonio Largo che si opposero a tali pratiche) come fonte di rimedi per curare altre persone.
Nonostante la dura disciplina, i gladiatori rappresentavano un investimento sostanziale per il loro lanista ed erano quindi sottoposti ad un attento regime alimentare oltre che a cure particolari.
Sembra che la dieta (lat. sagina) dei gladiatori fosse costituita prevalentemente di vegetali come legumi, cereali, cipolle, aglio, semi di finocchio, frutta e fichi secchi. Scarsa la carne ma non mancavano latticini, olio d'oliva, miele e vino annacquato. La mensa dei gladiatori, cioè il locale in cui si servivano loro i pasti, si chiamava monomachotrophium (dal grc. μονομάχοι, 'gladiatori', e τρέφειν, 'nutrire'). Prima degli scontri nell'arena, per acquistare energia, i gladiatori di solito mangiavano focacce d'orzo speziate cosparse di miele e bevevano infusi di fieno greco dalle proprietà rinforzanti. I romani consideravano l'orzo un alimento di qualità inferiore al grano (es. una punizione per i legionari prevedeva appunto la sostituzione della razione di grano con una di orzo), ma si pensava che rafforzasse il corpo. Plinio il Vecchio ci riporta che l'uso massiccio dell'orzo da parte dei gladiatori aveva loro meritato il soprannome di hordearii, it "gonfi d'orzo".

### Sicurezza
Quasi tutte le caserme gladiatorie dovevano disporre di un proprio servizio di sicurezza, organizzato con guardie di condizione sociale variabile, che supportassero il lanista nel mantenimento dell'ordine. Non si trattava solo di prevenire o sedare possibili rivolte tra i gladiatori di origine servile e/o i noxii ma, come accade oggi nei penitenziari, anche di prevenire possibili casi di suicidio, non infrequenti tra i novizi ed i condannati.

## Lista di celebriludii gladiatorii

### In Italia
| Nome                     | Città    | Servizio                    | Note                                                                               |
| ------------------------ | -------- | --------------------------- | ---------------------------------------------------------------------------------- |
| Ludus Aemilius           | Roma     | III secolo a.C.–IV secolo   | Di proprietà della gens Aemilia, poi convertito in stabilimento termale.           |
| Ludus Bestiarius         | Roma     | I secolo                    | Menzionato da Seneca. Destinato ai Bestiarii.                                      |
| Ludus Magnus             | Roma     | Fine I secolo–VI secolo     | Costruito per volontà dell'imperatore Domiziano.                                   |
| Ludus Gallicus           | Roma     | Fine I secolo–(VI secolo)?  | Costruito per volontà dell'imperatore Domiziano.                                   |
| Ludus Dacicus            | Roma     | Fine I secolo–(VI secolo)?  | Costruito per volontà dell'imperatore Domiziano.                                   |
| Ludus Matutinus          | Roma     | Fine I secolo–VI secolo     | Costruito per volontà dell'imperatore Domiziano. Destinato ai Bestiarii.           |
| Ludus di Lentulo Batiato | Capua    | I secolo a.C.               | Punto di partenza della celebre Rivolta di Spartaco.                               |
| Ludus Iulianus           | Capua    | I secolo a.C.–I secolo d.C. | Di proprietà di Giulio Cesare, passato ad Augusto. Poi noto come Ludus Neronianus. |
| Casa dei Gladiatori      | Pompei   | I secolo a.C.–I secolo d.C. | Inizialmente un'abitazione privata, poi convertita a Ludus.                        |
|                          | Preneste | I secolo d.C.               | Sede di una sanguinosa rivolta gladiatoria nel 64 d.C.                             |
|                          | Ravenna  | I secolo a.C.–(V secolo)?   | Costruito/Ristrutturato da Giulio Cesare.                                          |

### Nelle province
| Nome | Città                | Servizio      | Note                                          |
| ---- | -------------------- | ------------- | --------------------------------------------- |
|      | Alessandria d'Egitto | I secolo d.C. | Attivo sotto Nerone e ancora sotto Domiziano. |
|      | Carnuntum            |               |                                               |
|      | Nemausus (Nîmes)     |               |                                               |
|      | Pergamo              |               | Vi apprese l'arte medica Gallieno.            |
|      | Tessalonica          |               |                                               |

### Esplicative
1. ↑   Bianca Maria Felletti Maj, La tradizione italica nell'arte romana, vol. 1, Roma, G. Bretschneider, 1977,  p. 114.
«L'origine etrusca dei giochi gladiatori è stata affermata (O. Keck, in Annlnst, 53, 1881, p. 16 ss) e accettata da molti studiosi.»
2. ↑  In origine, queste strutture si chiamavano Spectacula, ad indicarne la funzione per la quale erano state concepite. Il termine anfiteatro, derivato da amphi e theatron, ovvero "luogo da cui si vede tutt'attorno", attestato per la prima volta in (LA) Vitruvio, De architectura., lo soppianterà in breve tempo - Guidi 2006, p. 41.
3. ↑  Tale diffusione, la prima di cui si ha notizia, è un altro indizio a favore dell'origine campana dei giochi - Guidi 2006, p. 11.
4. ↑  Ne parlano Polibio, 10.20 e Livio, 26.51, riferendosi all'addestramento dei soldati di Scipione l'Africano in Spagna (III sec. a.C.), e Vegezio, I, 11 definendolo clava (V sec. d.C.)
5. ↑  Seppur non pagato la vertiginosa somma di 200.000 sesterzi destinata al Procurator Augusti del Ludus Magnus, il procuratore del Ludus Matutinus guadagnava comunque 100.000 sesterzi all'anno (e a quel tempo un legionario romano ne guadagnava circa 1.200 all'anno!) - Golvin 1990, pp. 156-158.
6. ↑  La vivi crematio di un legionario che nel 43 a.C. si rifiutò di diventare auctoratus in una scuola spagnola è eccezionale solo perché trattavasi di un cittadino romano, tecnicamente esente da tale costrizione e pena - Welch 2007, p. 17.
7. ↑  Il giorno dello spettacolo, i noxii erano liquidati al volgere della mattinata, dopo le venationes dei bestiarii - Wisdom 2000, pp. 58-59.

### Bibliografiche
1. ↑  Meijer 2006, pp. 5-7.
2. ↑   Raymond Bloch, Gli Etruschi, Il Saggiatore Economici, 1994,  p. 124.
3. ↑   Giacomo Devoto, Gli antichi italici, vol. 79, Firenze, Vallecchi, 1967.
4. ↑  Meijer 2006, p. 15.
5. ↑  (EN) F. Millar, The Crowd in Rome in the Late Republic, Ann Arbor, University of Michigan Press, 1998, ISBN 0-472-10892-1.
6. ↑  (EN) H. Mouritsen, Plebs and Politics in the Late Roman Republic, Cambridge, Cambridge University Press, 2001, ISBN 0-521-79100-6.
7. ↑  Giovenale, X, 81.
8. ↑  Welch 2007, pp. 18-19.
9. 1 2 3  Welch 2007, p. 21.
10. ↑   S. Facchini, I luoghi dello sport nella Roma antica e moderna, Istituto Poligrafico e Zecca dello Stato, Libreria dello Stato, 1990,  p. 54.
11. ↑  Futrell 2006, pp. 85, 101, 110.
12. ↑  Plinio, XIX, 23–25.
13. ↑  Welch 2007, p. 23.
14. ↑  Futrell 2006, p. 84.
15. ↑  Futrell 2006, p. 85.
16. 1 2  Futrell 2006, p. 133.
17. ↑  Guidi 2006, p. 24.
18. 1 2  (LA) III, 12, 9, in Codex Justinianus.
19. ↑  (FR) Y. Modéran, Les Vandales et la chute de Carthage, in C. Briand-Ponsart e S. Crogiez (a cura di), L'Afrique du Nord antique et médiévale, Publications de l'université de Rouen, 2002,  pp. 112 e 128, ISBN 2877753255.
20. ↑  (FR) C. Hugoniot, Les spectacles dans le royaume vandale, in Thelamon Françoise, Les jeux et les spectacles dans l'Empire romain tardif et dans les royaumes barbares, Publications des universités de Rouen et du Havre, 2008,  p. 214, ISBN 2877757390.
21. 1 2  Kyle 2007, p. 238.
22. ↑  Guidi 2006, p. 35.
23. ↑  (FR) Eric Guerber [et al.], Rome, ville et capitale : I-II siècle ap. J.-C., Neuilly, Atlande, 2002, ISBN 978-2-912232-26-7.
24. ↑  (LA) Orazio, XXXII, in Ars poetica.
25. ↑  Livio, XXIII, 30, 15.
26. ↑  Svetonio, Cesare, XXX.
27. 1 2 3 4  Guidi 2006, p. 76.
28. ↑  Welch 2007, p. 197.
29. ↑  (LA) Cicerone, III, 14, in Ad Atticum.
30. ↑  Nossov 2010, p. 18.
31. 1 2  (LA) Seneca, VIII, 70, 20, in Epistulae morales ad Lucilium.
32. ↑  Guidi 2006, p. 70, n. 11.
33. ↑  Kyle 2007, pp. 285-287, 312.
34. ↑  Astolfi 2021, p. 403.
35. ↑  CIL VI, 29844,5.
36. ↑  Golvin 1990, p. 116.
37. ↑  Colini e Cozza 1962, p. VII.
38. ↑   Valerio Astolfi, Politica urbanistica e storia urbana nella Roma di Domiziano, Tesi di dottorato, Roma, Università la Sapienza, 2021,  pp. 398-405.
39. ↑  Golvin 1990, pp. 156 e ss.
40. ↑  Wisdom 2000, pp. 57-58.
41. ↑  Kyle 1998, p. 80.
42. 1 2 3  Golvin 1990, p. 156.
43. 1 2  Futrell 2006, pp. 148-149.
44. 1 2  Gilbert 2013, p. 25.
45. ↑  (FR) L. Robert, Les Gladiateurs dans l'Orient grec, Parigi, Champion, 1940.
46. 1 2  Wisdom 2010, p. 33.
47. ↑   Una scuola gladiatoria a Carnunto, su ilfattostorico.com. URL consultato l'11 luglio 2014.
48. ↑  Colini e Cozza 1962, pp. 42 e ss.
49. ↑  Colini e Cozza 1962, p. 103.
50. ↑  Paolucci 2003, p. 27.
51. ↑   I gladiatori (archiviato dall'url originale il 17 aprile 2008).
52. ↑  Wisdom 2010, pp. 49-51.
53. ↑  Guidi 2006, p. 81.
54. ↑  Wisdom 2010, p. 21.
55. ↑  Golvin 1990, pp. 159 e ss.
56. 1 2  Futrell 2006, pp. 85 e 149.
57. ↑  (EN) R. Auguet, Cruelty and Civilization: The Roman Games, New York, Routledge, 1994,  p. 31, ISBN 0-415-10452-1.
58. ↑  Ulpiano, Editti, VI in Digesto.
59. ↑  Futrell 2006, pp. 137-138.
60. ↑  Digesto, III, 1, 1, 6.
61. ↑  (LA) Cicerone, X, in Ad Atticum.
62. 1 2 3  Wisdom 2010, p. 22.
63. ↑  Colini e Cozza 1962, pp. 134-135.
64. ↑  Colini e Cozza 1962, p. 135.
65. ↑  Robert 1940, p. 267.
66. 1 2  (EN) V. Nutton, The Chronology of Galen's Early Career, in Classical Quarterly, n. 23, 1973,  pp. 158-171.
67. ↑  CIL, III, 6753.
68. ↑  Futrell 2006, p. 103.
69. ↑  Petronio, XLV, 133.
70. ↑  (EN) Michael Grant, Gladiators, Londra, Penguin Books, 2000, ISBN 0-14-029934-3.
71. ↑  Wisdom 2010, pp. 15-19.
72. ↑  (EN) C.P. Jones, "Stigma": Tattooing and Branding in Graeco-Roman Antiquity, in Journal of Roman Studies, vol. 77, 1987,  pp. 139-155, DOI:10.2307/300578, JSTOR 300578.
73. ↑  Petronio, CXVII.
74. ↑  Vegezio, I, 11.
75. ↑  Guidi 2006, p. 81 e ss.
76. 1 2  (EN) C.A. Barton, The Sorrows of the Ancient Romans: The Gladiator and the Monster, Princeton University Press, 1993, ISBN 0-691-05696-X.
77. ↑  Wisdom 2010, pp. 23-24.
78. ↑  Wisdom 2010, pp. 64-65.
79. ↑  Futrell 2006, p. 140.
80. ↑  (EN) T. Wiedemann, Emperors and -Gladiators, Londra, Routledge, 1992,  pp. 38-39, ISBN 0-415-12164-7.
81. 1 2  Giovenale, VI.
82. ↑  Futrell 2006, p. 142.
83. ↑  Wisdom 2010, p. 20.
84. 1 2  Wisdom 2010, p. 47.
85. ↑  Wisdom 2010, pp. 20-21.
86. ↑  Guidi 2006, p. 87.
87. ↑  Svetonio, Caligola, XX.
88. 1 2  Guidi 2006, pp. 90 e ss.
89. ↑  Futrell 2006, pp. 141-142.
90. ↑  (EN) M. Carter, Archiereis and Asiarchs: A Gladiatorial Perspective (PDF), in Greek, Roman and Byzantine Studies, vol. 44, 2004,  pp. 41-68 (archiviato dall'url originale il 26 febbraio 2009).
91. ↑  (EN) K. Grossschmidt e F. Kanz, Head Injuries of Roman Gladiators, in Forensic Science International, vol. 160, 2–3, Vienna, Center of Anatomy and Cell-biology, Medical University of Vienna and Austrian Archaeological Institute, luglio 2006,  pp. 207-216, DOI:10.1016/j.forsciint.2005.10.010, PMID 16289900.
92. ↑  (FR) V. Boudon-Millot e D. Gourevitch, Galien, médecin des gladiateurs à Pergame, in Au temps de Galien : Un médecin grec dans l'empire romain, Parigi, Somogy éditions d'art, 2018,  pp. 35-37, ISBN 978-2-7572-1398-8.
93. ↑  (FR) V. Nutton, La médecine antique, traduzione di A. Hasnaoui, Parigi, Les Belles Lettres, 2016,  pp. 196 e 305, ISBN 978-2-251-38135-0.
94. ↑  (LA) Tacito, LXXXVIII, 2-3, in Historiae, vol. 2.
95. ↑  Giovenale, XI, 20.
96. ↑  (EN) U.G. Longo [et al.], The Best Athletes in Ancient Rome were Vegetarian!, in Journal of Sports Science & Medicine, vol. 7, 1º dicembre 2008,  p. 565, ISSN 1303-2968 (WC · ACNP), PMC 3761927, PMID 24137094.
97. ↑  (EN) F. Kanz [et al.], Stable Isotope and Trace Element Studies on Gladiators and Contemporary Romans from Ephesus (Turkey, 2nd and 3rd Ct. AD) – Implications for Differences in Diet, in PLOS ONE, vol. 9, Bibcode:2014PLoSO...9k0489L, DOI:10.1371/journal.pone.0110489, ISSN 1932-6203 (WC · ACNP), PMC 4198250, PMID 25333366.
98. ↑  (EL) Suda - Lexicon, graece et latine, II, Halle e Brunswick, 1705,  p. 573.
99. ↑   I gladiatori, su Romano Impero.com.
100. ↑  (EN) J. Follain, The dying game: How did the gladiators really live?, su Times Online, 15 dicembre 2002. URL consultato il 24 marzo 2009 (archiviato dall'url originale il 29 aprile 2011).
101. ↑  (EN) A. Curry, The Gladiator Diet, in Archaeology, vol. 61, n. 6, novembre–dicembre 2008. URL consultato il 21 marzo 2009.

### Fonti primarie
Archivio
- (LA) Accademia delle scienze di Berlino (a cura di), Corpus Inscriptionum Latinarum, 1847-....
- (EN) J.A. Borkowski e P.J. du Plessis, Textbook on Roman Law, Oxford, United Kingdom, Oxford University Press, 2005, ISBN 0-19-927607-2.
- (LA) Giustiniano [et al.] (a cura di), Digesto, Costantinopoli, 533 d.C. - editio princeps (LA) Digestum infortiatum, Roma, Vito Puecher, 1475.
- (LA) Paulus Jonas Meier (a cura di), De gladiatura romana quaestiones selectae, Bonn, 1881.
- (LA) Eva Margareta Steinby (a cura di), Lexicon Topographicum Urbis Romae, 5 v., Roma, 1996.

Autori latini e greci
- (LA) Apuleio, Le metamorfosi, II secolo.
- (GRC) Cassio Dione Cocceiano, Romaiká, III secolo.
- (LA) Decimo Giunio Giovenale, Satire, post 127 d.C.
- (LA) Tito Livio, Ab Urbe condita libri, 27 a.C.-14 d.C.
- (LA) Marco Valerio Marziale, Liber de spectaculis, 80 d.C.
- (LA) Marco Valerio Marziale, Epigrammi, 86-102 d.C..
- (LA) Valerio Massimo, Factorum et dictorum memorabilium libri IX, 31 d.C..
- (LA) Petronio, Satyricon, 60 d.C.
- (LA) Plinio il Vecchio, Naturalis historia, 77-78 d.C.
- (GRC) Polibio, Storie, II secolo a.C.
- (LA) Gaio Svetonio Tranquillo, Vite dei Cesari, 119-122 d.C.
- (LA) Publio Cornelio Tacito, Annales, 114-120 d.C.
- (LA) Quinto Settimio Fiorente Tertulliano, De spectaculis, pre-206 d.C.
- (LA) Publio Vegezio Renato, Epitoma rei militaris, IV-V secolo.

### Fonti secondarie

#### In italiano
- Domenico Augenti, Spettacoli del Colosseo: nelle cronache degli antichi, Roma, L'erma di Bretschneider, 2001.
- Antonio Maria Colini e Lucos Cozza, Ludus magnus, Roma, 1962.
- Federica Guidi, Morte nell'arena : Storia e leggenda dei gladiatori, Mondatori, 2006, ISBN 88-04-55132-1.
- Luciana Jacobelli, Gladiatori a Pompei, Roma, L'"Erma" di Bretschneider, 2003, ISBN 88-8265-215-7.
- Fik Meijer, Un giorno al Colosseo : il mondo dei gladiatori, Laterza, 2006, ISBN 88-420-8158-2.
- Konstantin Nossov, Gladiatori: Sangue e spettacolo nell’antica Roma, Gorizia, 2010  [2005].
- Fabrizio Paolucci, Gladiatori : I dannati dello spettacolo, Giunti, 2003.
- Alessandra Ten e Simonetta Serra, Ludus Magnus: dati per una nuova lettura, in Scienze dell'Antichità, vol. 19, 2013,  pp. 203-218.
- Stephen Wisdom, I gladiatori, illustrazioni di Angus McBride, Osprey Publishing, 2010  [2001], ISSN 2037-2469 (WC · ACNP).

#### Altre lingue
- (EN) A. Futrell, A Sourcebook on the Roman Games, Oxford, United Kingdom, Blackwell Publishing, 2006, ISBN 1-4051-1568-8.
- (FR) F. Gilbert, Devenir gladiateur : La vie quotidienne à l'école de la mort, Lacapelle-Marival, Editions Archéologie nouvelle, 2013, ISBN 979-10-91458-07-8.
- (FR) Jean-Claude Golvin e Christian Landes, Amphithéâtres et gladiateurs, Presses du CNRS, 1990.
- (EN) D.G. Kyle, Spectacles of Death in Ancient Rome, Londra, Routledge, 1998, ISBN 0-415-09678-2.
- (EN) D.G. Kyle, Sport and Spectacle in the Ancient World, Oxford, Blackwell Publishing, 2007, ISBN 978-0-631-22970-4.
- (EN) K.E. Welch, The Roman Amphitheatre: From Its Origins to the Colosseum, Cambridge University Press, 2007, ISBN 978-0-521-80944-3.